# Hệ đo lường cổ Trung Hoa
Hệ đơn vị đo Trung Quốc (từ Hán 市制, Hán Việt thị chế, phiên âm Latin shi zhi) là hệ thống đo lường trong mua bán ở Trung Quốc xưa kia.

## Lịch sử
Trung Hoa rộng lớn gồm nhiều vùng lãnh thổ, trải nhiều triều đại phong kiến và chế độ chính trị khác nhau. Quá trình tiến triển của hệ thống đơn vị đo ở một đất nước như vậy cũng phức tạp. Có sự không thống nhất khi so sánh các tài liệu khác nhau; ví dụ giữa các tài liêu phương Tây và các sách lịch sử ở Việt Nam.
Các đơn vị đo trong hệ thống cổ truyền ở Trung Quốc được tiêu chuẩn hóa trong thế kỉ 20 để chuyển đổi sang hệ quốc tế về đơn vị đo (SI). Nhiều đơn vị đo Trung Quốc còn dựa trên cơ sở 16 như cũ. Vào đầu thế kỷ 20, Hồng Kông không thuộc Trung Quốc và nằm ngoài sự cải cách này; ngày nay các đơn vị truyền thống vẫn được dùng cùng với các đơn vị SI và hệ đo lường Anh ở Hồng Kông.
Dường như những đơn vị SI không được đặt tên mới ở Trung Quốc. Tên gọi Trung Hoa cho hầu hết các đơn vị SI là dựa trên tên gọi đơn vị truyền thống có giá trị gần nhất. Khi cần nhấn mạnh đến hệ thống cũ được dùng thì người ta thêm chữ "thị" (市, shi), nghĩa là "chợ", trước tên đơn vị truyền thống; còn khi muốn nói thêm đến đơn vị SI, thêm chữ "công" (公, gōng), nghĩa là "chuẩn chung", vào trước.

## Chiều dài
- 1 lý, 1 dặm (市里, li) = 15 dẫn = 500 m
- 1 dẫn (引, yin) = 10 trượng = 33,33 m
- 1 trượng (市丈, zhang) = 2 bộ = 3,33 m
- 1 bộ (步, bu) = 5 xích = 1,66 m
- 1 xích, (市尺, chi) = 10 thốn = 1/3 m = 33,33 cm
- 1 thốn (市寸, cun) = 10 phân = 3,33 cm
- 1 phân (市分, fen) = 10 ly = 3,33 mm
- 1 ly (市厘, li) = 10 hào = 1/3 mm = 333,3 µm
- 1 hào (毫, hao) = 10 ty = 33,3 µm
- 1 ty (丝, si) = 10 hốt = 3,3 µm
- 1 hốt (忽, hu) = 1/3 àm = 333,3 nm

### Hồng Kông
- 1 xích (尺, chek) = 37,147 5 cm, chính xác
- 1 thốn (寸, tsun) = 1/10 thước = ~3,715 cm
- 1 phân (分, fan) = 1/10 thốn = ~3,715 mm

## Diện tích
- 1 khoảnh (市顷, qing) = 100 mẫu = 66 666, 6 m²
- 1 mẫu (市亩 / 畝, mu) = 10 phân = 60 phương trượng = 666,6 m²
- 1 phân (市分, fen) = 10 lý = 66,6 m²
- 1 li(市里, li) = 6,6 m²
- 1 phương trượng (方丈, zhang²) = 100 phương xích = 11,11 m²
- 1 phương xích (方尺, chi²) = 100 phương thốn = 1/9 m²= 0,11 m²
- 1 phương thốn (方..., cun) = 1 111,1 mm²

## Thể tích (của các hạt rời nhưngũ cốc)
- 1 thạch (市石, dan) = 10 đẩu/đấu = 100 lít
- 1 đẩu/đấu (市斗, dou) = 10 thăng = 10 lít
- 1 thăng (市升, sheng) = 10 hộc = 1 lít
- 1 hộc (合, ge) = 10 chước = 0,1 lít
- 1 chước (勺, shao) = 10 toát = 0,01 lít
- 1 toát (撮, cuo) = 1 ml = 1 cm³

## Khối lượng
- 1 đảm (市担 / 擔, dan) = 100 cân = 50 kg
- 1 cân (市斤, jin) = 10 lượng = 500 g (cổ: 1 cân = 16 lượng)
- 1 lượng, lạng (市两, liang) = 10 tiền = 37.3 g
- 1 tiền (市钱, qian) = 10 phân = 3.73 g
- 1 phân (市分, fen) = 10 li = 500 mg
- 1 li (市厘, li) = 10 hào = 50 mg
- 1 hào (毫, hao) = 10 si = 5 mg
- 1 ti (絲, si) = 10 hu = 500 µg
- 1 hốt (忽, hu) = 50 µg

### Hồng Kông
- 1 đảm, 1 picul (担, tam) = 100 cân = 60,48 kg
- 1 cân, 1 catty (斤, kan) = 604,789 82 g chính xác
- 1 lượng, 1 tael (兩, leung) = 1/16 cân = 37,8 g
- 1 tiền, 1 mace (錢, tsin) = 1/10 lượng = 3,78 g
- 1 phân, 1 candareen (分, fan) = 1/10 tiền = 0,378 g

Theo , catty xuất xứ từ kati ở Malaysia được định nghĩa là "một đơn vị đo khối lượng ở Trung Hoa và một số nước thuộc địa ở Đông Nam Á". Nó xấp xỉ 1 lb (pound) phụ thuộc vào quốc gia:
- Malaysia, 1 catty = 604,79 g;
- Thái Lan, 1 catty = 600 g;
- Trung Hoa, theo [2] 1 catty (觢,斤) = 500 g.

Cân, 斤 hay jin và kan, có thể có chuyển đổi tùy theo các thời kì lịch sử khác nhau: 500 g (10 lượng), 250 g, 604,79 g và 600 g (16 lượng).

#### Khối lượng kim hoàn Hồng Kông
- 1 kim vệ lượng, 1 tael troy (金衛兩) = 37,429 g (chính xác)
- 1 kim vệ tiền, 1 mace troy (金衛錢) = 1/10 kim vệ lượng = 3,743 g
- 1 kim vệ phân, 1 candareen troy (金衛分) = 1/10 kim vệ tiền = 0,374 g

## Thời gian
- 1 nhật (日, ri) = 12 thời canh = 96 khắc = 1 ngày (24 h).
- 1 thời canh (时辰, shi chen) = 8 khắc = 2 giờ.
- 1 khắc (刻, ke) = 60 phân = 15 phút.
- 1 phân (分, fen) = 15 giây.

Từ sau năm 1645 (trừ các năm từ 1665 đến 1669), các chuyển đổi tương đương về thời gian trên đây là đúng. Nhưng trước năm 1645 (bắt đầu triều đại Thanh), ngoại trừ một số giai đoạn ngắn, chuyển đổi là như sau:
- 1 nhật (日, ri) = 12 thời canh = 100 khắc
- 1 thời canh (时辰, shi chen) = khắc = 8 khắc 20 phân

## Khảo dị
Theo trang mạng  Lưu trữ ngày 6 tháng 12 năm 2004 tại Wayback Machine có các khác biệt. Tuy nhiên các đơn vị đo tại trang đó không đề chữ Hán gốc. Chúng được ghi dưới đây với các tên gọi Việt phỏng đoán theo tên Lantin.

### Chiều dài
- 1 lý, 1 dặm (li) = 18 dẫn = 414 m
- 1 dẫn (yin) = 10 trượng = 23 m
- 1 trượng (zhang) = 2 bộ = 10 thước = 2.3 m
- 1 bộ (pou) = 5 thước = 1,15 m
- 1 thước (1 xích, tchi) = 10 tấc = 0,23 m
- 1 tấc, thốn (cun) = 10 phân = 2,3 cm
- 1 phân (fen) = 10 li = 2,3 mm
- 1 li (li) = 10 hào (hao) = 0,23 mm

### Diện tích
- 1 mẫu (meou) = 10 phân = 614,4 m²
- 1 phân (fen) = 10 li = 24 bộ vuông (kung, pou²) = 61,44 m²
- 1 li (lyi) = 10 hào

### Khối lượng
- 1 đảm (dan) = 120 cân = 30 kg
- 1 cân (jin) = 16 lượng = 0,250 kg
- 1 lượng (liang) = 24... zhu
- 1... (zhu) = 100... shu

### Thể tích
- 1 thạch (chei) = 10 đẩu = 103,544 lít
- 1 đẩu (to) = 10 thăng = 10,354 4 lít
- 1 thăng (cheng) = 10 hợp = 1,035 44 lít
- 1 hợp (kho) = 10 chước (chao)